# Liste der Monuments historiques in Videlles
Die Liste der Monuments historiques in Videlles führt die Monuments historiques in der französischen Gemeinde Videlles auf.

## Liste der Bauwerke
| Bezeichnung                       | Beschreibung | Standort | Kennzeichnung | Schutzstatus | Datum | Bild           |
| --------------------------------- | ------------ | -------- | ------------- | ------------ | ----- | -------------- |
| Glockenturm der Kirche St-Léonard |              | (Lage)   | PA00088032    | Inscrit      | 1926  | weitere Bilder |

## Liste der Objekte
- Monuments historiques (Objekte) in Videlles der Base Palissy des französischen Kultusministeriums